# Edward Frederick Kelaart
Tte. coronel Edward Frederick (ou Eduard Fredric) Kelaart (21 de noviembre 1819 – 31 de agosto 1860) fue un médico militar, y naturalista ceilandés.
Kelaart tenía ancestros neerlandeses y germanos, sirviendo en el "Servicio Médico de Ceilán". Fue asistente del equipo de cirujanos en Gibraltar desde 1843 a 1845, y más tarde transferido a Ceilán.
Fue un activo miembro de la Rama ceilandesa de la Royal Asiatic Society. En 1852 publicó Prodromus fauna Zeylanica, la primera descripción de la fauna ceilandesa.
Realizó grandes recolecciones de reptiles en Nuwara Eliya, y los envió a Edward Blyth.
Kelaart falleció en un viaje a Inglaterra, a bordo del S.S. Ripon, y fue sepultado en Southampton.

## Obra
- Flora calpensis; contributions to the botany and topography of Gibraltar, and its neighbourhood. 1846. 216 pp.
- Prodromus Faunæ Zeylanicæ ; being Contributions to the Zoology of Ceylon, 1853
- Introductory Report on the natural history of the Pearl Oyster of Ceylon, 1857. 342 pp.
- Contributions to Marine Zoology; being descriptions of Ceylon Nudibranchiate Molluscs, Sea Anemones and Entozoa, Colombo, 1859. 64 pp.
- The Sauria (lizards and varanids) of Sri Lanka: a checklist and an annotated bibliography

## Honores

### Epónimos
En su nombre se nombró Lonchura kelaarti.
- La abreviatura «Kelaart» se emplea para indicar a Edward Frederick Kelaart como autoridad en la descripción y clasificación científica de los vegetales.[4]